# Toeristische spoorweg

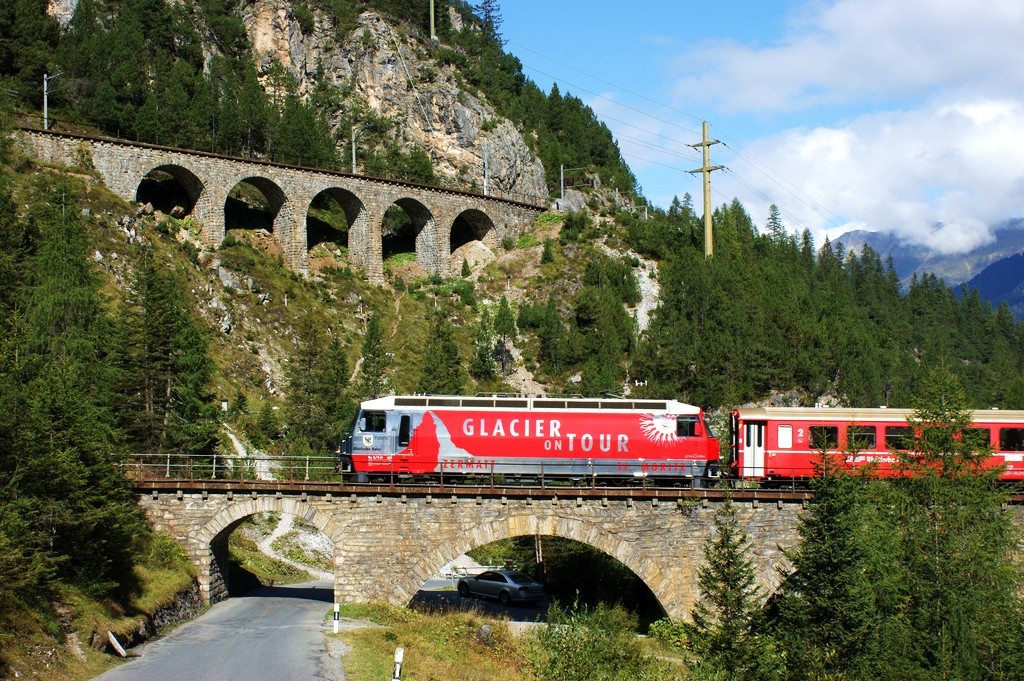
De Albulabahn, een smalspoorlijn in Zwitserland die zowel door toeristische (Glacier Express) als gewone treinen wordt bereden.

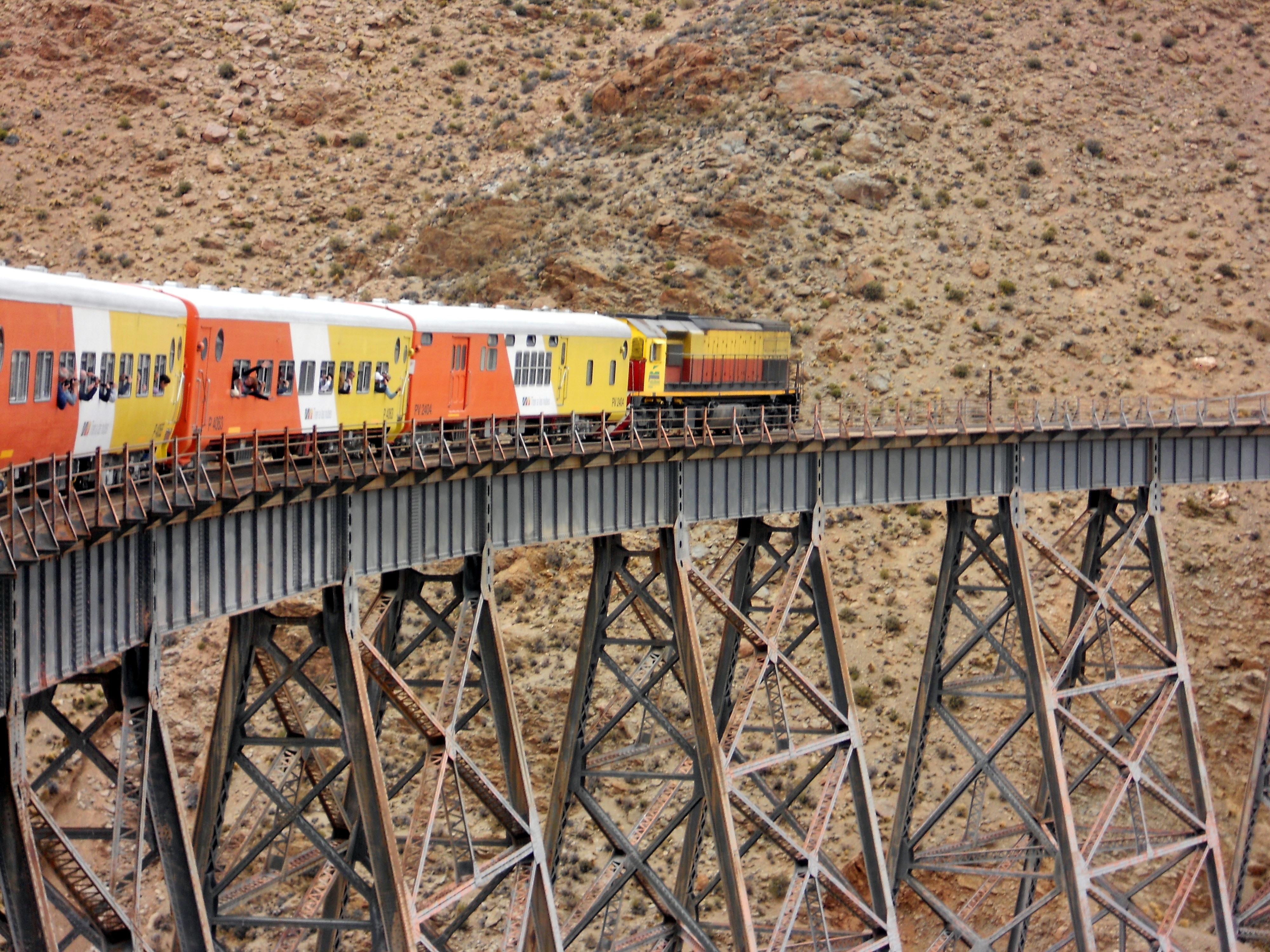
Tren a las Nubes, Salta (Argentinië).

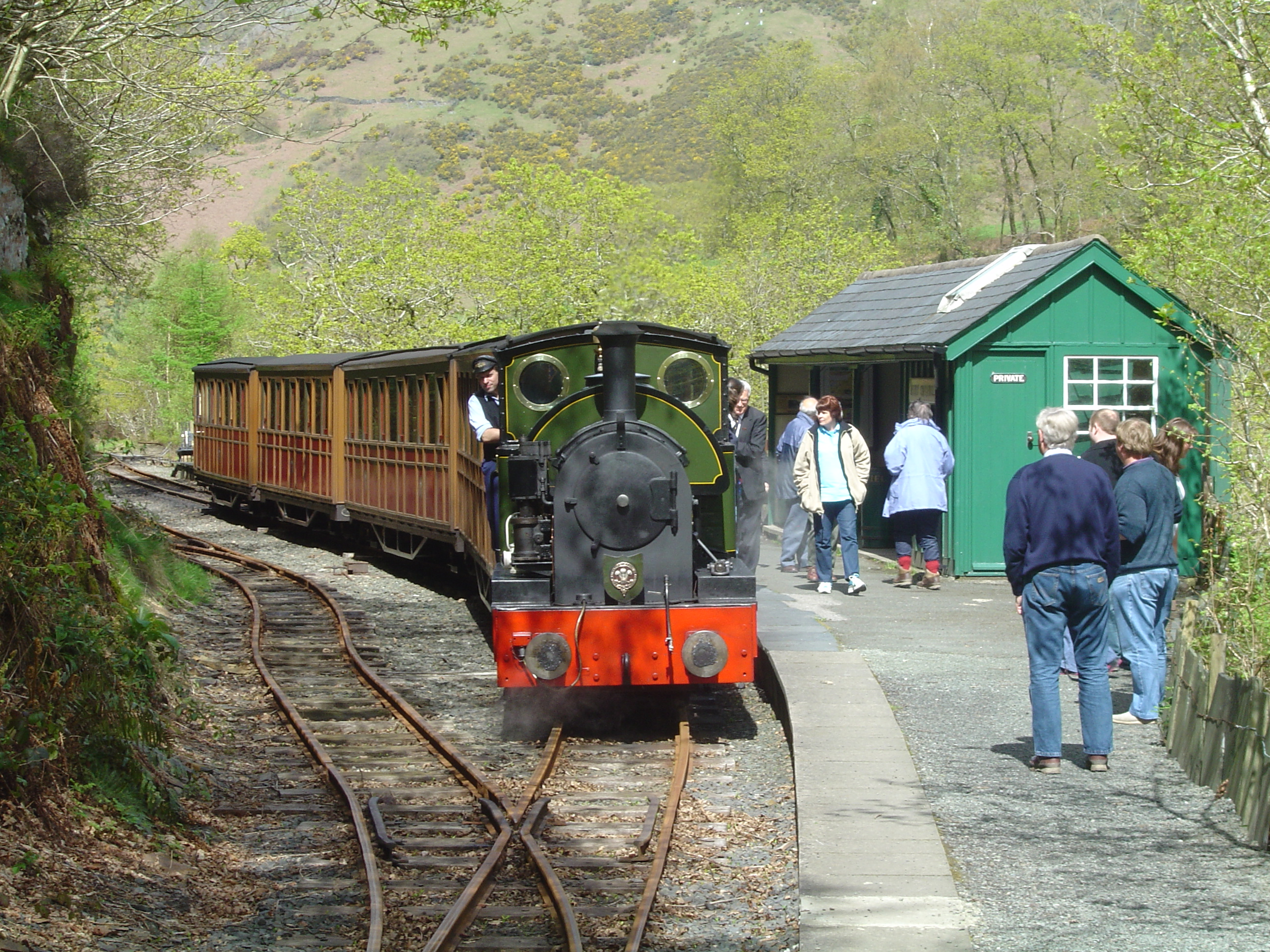
De toeristische Talyllyn spoorlijn in Wales.

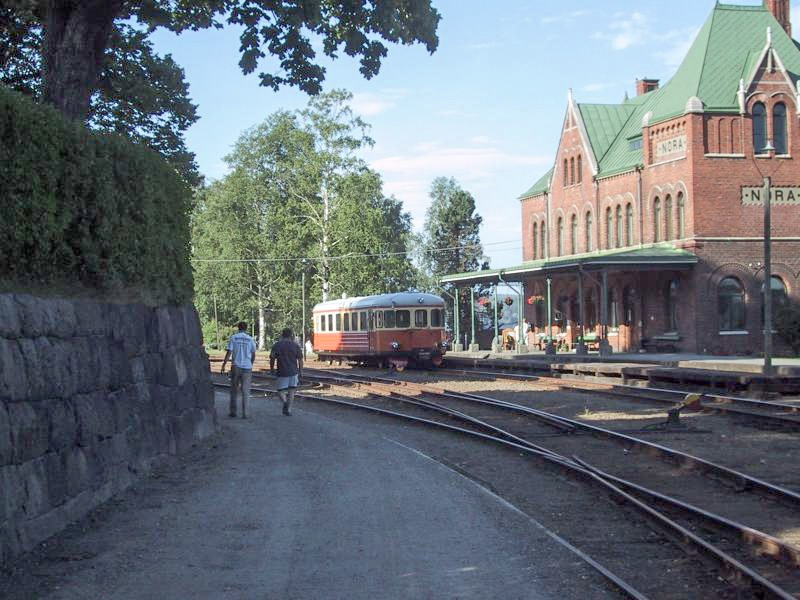
Het station van Nora, Zweden met de museumtrein van de Nora Bergslags Veteran-Jernväg.

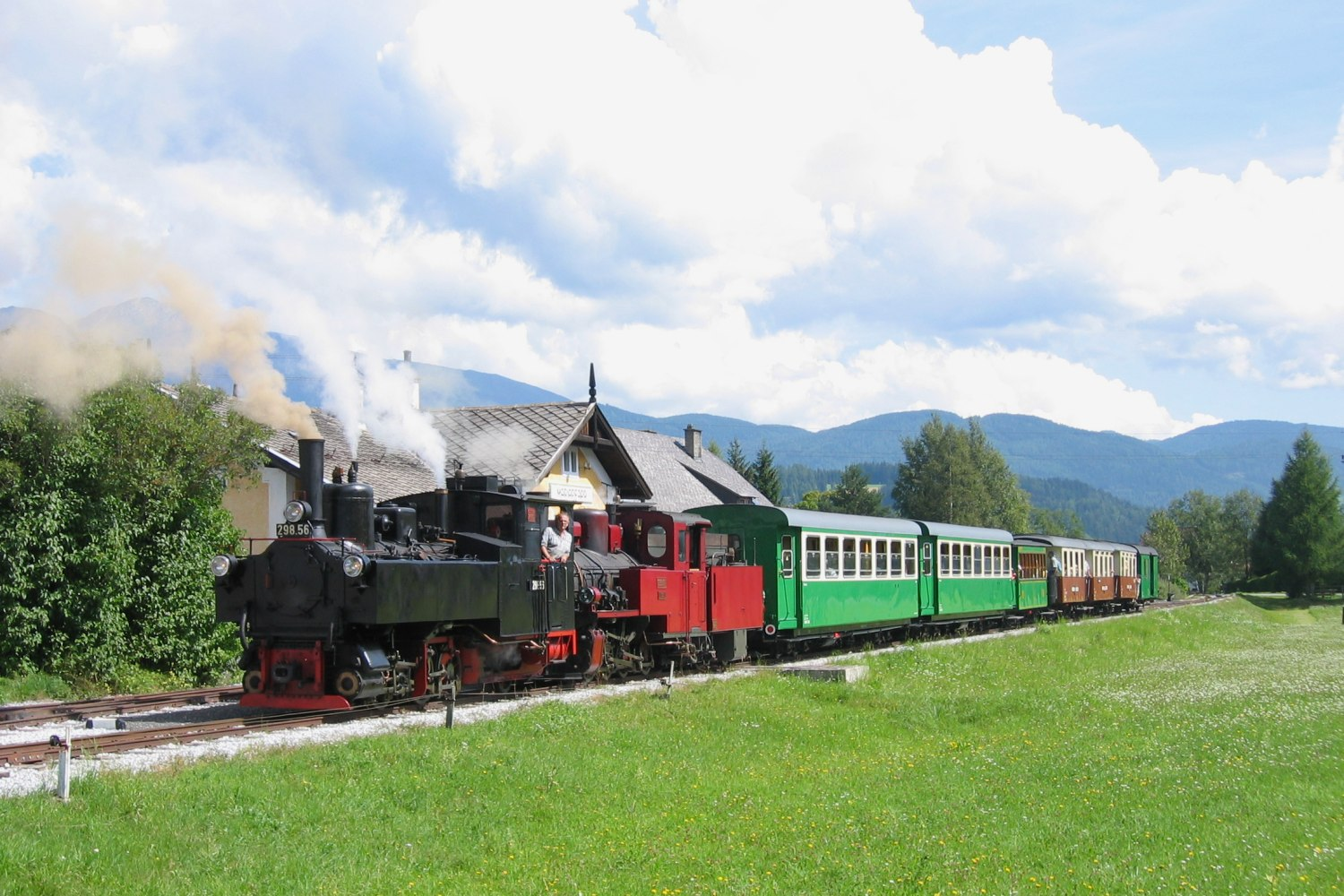
De Taurachbahn, een museumspoorlijn in de Oostenrijkse deelstaat Salzburg.

Een toeristische spoorweg, ook toeristische spoorlijn of museumspoorlijn is een spoorlijn, waarvan de belangrijkste functie het vervoer van toeristen is. Als daarnaast ook het museale aspect de boventoon voert, is het een echte museumspoorlijn. Een lijn die bijvoorbeeld met modern materieel door een mooi (berg)landschap voert kan dus wel een toeristische spoorweg zijn zonder ook museumlijn te zijn.
Bij museumlijnen gaat het vaak om oude, opgeheven, spoorlijnen, die door een museum of vereniging uitgebaat worden, waarbij gebruikgemaakt wordt van oud materieel, zoals stoomlocomotieven. Vaak worden zulke spoorlijnen echte levende musea, met werkende historische locomotieven, rijtuigen en wagens, (stations)gebouwen, beveiliging en infrastructuur. 
Vooral het Verenigd Koninkrijk, als bakermat van de spoorweg, en Duitsland hebben een groot aantal toeristische en museumspoorwegen. In Zwitserland hebben veel bergspoorlijnen een toeristisch karakter, hoewel die spoorlijnen daarnaast ook gewoon als openbaar vervoer fungeren. In Nederland en België ontstonden zulke spoorlijnen veelal op in de jaren zeventig gesloten spoorlijnen.

## Historisch of toeristisch
De doelstellingen van de verschillende organisaties verschillen. Bij sommige gaat het vooral om het historische aspect. Deze organisaties proberen een bepaald periode uit de geschiedenis van de spoorlijn nauwkeurig te reconstrueren, of beperken hun verzameling railvoertuigen tot een nauwkeurig omschreven verzamelgebied.
Andere organisaties gaat het vooral om het toeristische aspect. Deze organisaties zetten vaak een soort materieel in dat daar voor de opheffing van de spoorlijn nooit heeft gereden, of materieel dat geen representatieve combinatie met elkaar vormt. Dit is bijvoorbeeld het geval bij lijnen waar trammaterieel op een vroegere spoorlijn wordt ingezet, of bij lijnen waar overwegend uit het buitenland afkomstig materieel wordt ingezet.
Sommige Nederlandse museumlijnen, vooral zij die zich op het historische aspect hebben gericht, zijn inmiddels officieel erkend als museum.
Hieronder een overzicht van toeristische en museumspoorwegen met een artikel op Wikipedia:

### Nederland
- Zie: Lijst van toeristische spoorwegen en museumlijnen in Nederland

### België
- Zie: Lijst van toeristische spoorwegen en museumlijnen in België

### Duitsland
Enkele toeristische spoorwegen in Duitsland zijn:
- Harzer Schmalspurbahnen

En nabij de Nederlandse grens ligt de:
- Selfkantbahn

### Oostenrijk
- Bregenzerwaldbahn
- Höllentalbahn
- Murtalbahn

### Slowakije
- Toeristische spoorlijn Čermeľ – Alpinka

### Verenigd Koninkrijk
- Zie: Lijst van historische spoorlijnen in het Verenigd Koninkrijk

### Zweden
- Skånska järnvägar
- Nora Bergslags Veteran-Jernväg
- Jädraås-Tallås Järnväg[1]

### Zwitserland
- Museumsbahn Blonay-Chamby (BC)
- Dampfbahn Furka-Bergstrecke (DFB)